# Ervin Nyíregyházi
Ervin Nyíregyházi, né à Budapest (Autriche-Hongrie) le 19 janvier 1903 et mort à Los Angeles (États-Unis) le 13 avril 1987, est un pianiste américain d'origine hongroise.

## Biographie
- Formation : Université de musique Franz-Liszt.
- Maîtres : István Thomán, Ernő Dohnányi, Arnold Székely, Frederic Lamond.

## Pour approfondir